# Твори (Черкасенко)
«Тво́ри» — три томи поезій Спиридона Черкасенка (1920—1922).

## Про збірку
У 1920—1922 за сприяння українських товариств С. Черкасенко видав у Відні в друкарні «Дзвін» три томи своїх віршів. За кордоном письменник тоді працював у таких еміграційних видавництвах, як «Дзвін», «Українська школа», «Земля», долучався до видання українських книжок.  
Підсумком 20-літньої поетичної творчості Спиридона Черкасенка стали його «Твори», які друкувалися під псевдонімом «Петро Стах». Ці «Твори» склали три томи оригінальної лірики, й присвячені його побратиму-другові Юркові Сірому.